# Agathidium seminulum
Agathidium seminulum es una especie de escarabajo del género Agathidium, tribu Agathidiini, familia Leiodidae. Fue descrita científicamente por Linnaeus en 1758.
Se distribuye por Suecia, Noruega, Finlandia, Francia, Alemania, Polonia, Federación Rusa, Reino Unido de Gran Bretaña e Irlanda del Norte, Austria, Luxemburgo, Países Bajos, Estonia, Italia, Bélgica, Croacia, Chequia, Bosnia y Herzegovina, Dinamarca y Bielorrusia. La especie se mantiene activa durante todos los meses del año.